# Цар (тарот карта)
Цар (IV) је четврти адут или карта Велике Аркане у традиционалним тарот шпиловима. Користи се приликом играња игара као и у прорицању.

## Опис
Цар седи на трону украшеном овном, симболом Марса. На његовом огртачу се види још једна овнујска глава. Његова дуга бела брада носи симбол „мудрости”. У десној руци држи скиптар Анк, а у левој глобус, симбол доминације. Цар седи на врху оштре, неплодне планине, знак „стерилности прописа и непопустљиве моћи“. Он симболизује врх секуларне хијерархије, крајњи мушки его. Цар је апсолутни владар света.

## Историја
Суштинске особине дизајна карте Цар су се веома мало промениле кроз векове. Цар је понекад био ухваћен у цензури која је била постављена на Папиницу (Висока свештеница) и Папу ( Јерофант), као када су болоњски творци карата заменили папу (високу свештеницу), папу (јерофанта), царицу и цара са четири Мавра или Турка. У Минчијату, првом од два цара је додељен број III због уклањања папинице (високе свештенице) из шпила.

## Тумачење
Према књизи А. Е. Вејта из 1910. Сликовни кључ тарота,  карта цара носи неколико гатачких асоцијација:
4. ЦАР. --Стабилност, моћ, заштита, логика, реализација; велика личност; помоћ, разум, уверење такође ауторитет и воља. Обратно: добронамерност, саосећање, кредит; такође збуњеност непријатеља, опструкција, незрелост.
У астрологији, Цар је повезан са планетом Марс и зодијачки знак Ован или планетом Сатурн и Јарац.